# Dorstenia oligogyna
Dorstenia oligogyna är en mullbärsväxtart som först beskrevs av Pellegrin, och fick sitt nu gällande namn av C.C. Berg. Dorstenia oligogyna ingår i släktet Dorstenia och familjen mullbärsväxter. Inga underarter finns listade i Catalogue of Life.